# Jaskinia Wieriowkina
Jaskinia Wieriowkina (ros. Пещера Верёвкина) – obecnie najgłębsza znana jaskinia na świecie, znajdująca się na terenie Gruzji (Abchazji). Znajduje się w masywie Arabiki, w Górach Gagryjskich. Według badań geologicznych przeprowadzonych przez ukraińskich speleologów w 2017 jaskinia ma głębokość 2204 m. W marcu 2018 r. rosyjska grupa speleologów dokonała kolejnego zejścia na dno jaskini i tym samym został ustanowiony nowy rekord głębokości – 2212 m. Obecnie zmierzona głębokość jaskini wynosi 2209 m (w tym 26 m w syfonie dolnym) - to wynik badań przeprowadzonych w sierpniu 2024 przez członków klubu Perowo Moskwa.

## Nazwa jaskini
Początkowo jaskinię oznaczano jako S-115, a następnie jako P1-7. W 1986 roku została przemianowana na Jaskinię Wieriowkina, na cześć rosyjskiego speleologa Aleksandra Wieriowkina.

## Historia
W 1968 roku grupa speleologów z Krasnojarska odkryła jaskinię i oznaczyła ją jako S-115. Naukowcy zeszli na głębokość 115 metrów. W 1982 roku moskiewski Speleoklub Pierowski zorganizował kolejną ekspedycję. W latach 1983–1986 naukowcy zeszli na głębokość 440 metrów; zmieniono oznaczenie jaskini na P1-7. Od 2000 roku prowadzono kolejne badania naukowe, tym razem do głębokości 630 metrów. W sierpniu 2016 speleologom udało się zejść na głębokość 1010 metrów, a w październiku osiągnięto 1350 metrów. W lutym 2017 naukowcy odkryli korytarz, którym zeszli na głębokość 1832 metrów, a w sierpniu tego samego roku członkowie ukraińskiej grupy speleologicznej osiągnęli głębokość 2204 metrów. Od 3 września 2017 jaskinia Wieriowkina uznawana jest za najgłębszą na świecie. W marcu 2018 r. rosyjscy speleolodzy ustali jej nową głębokość, tj. 2212 m.